# Stourluobbal
Stourluobbal är en sjö i Jokkmokks kommun i Lappland och ingår i Luleälvens huvudavrinningsområde. Stourluobbal ligger i Pärlälvens fjällurskog Natura 2000-område.